# Mühlenteich als ehemalige Grabenanlage

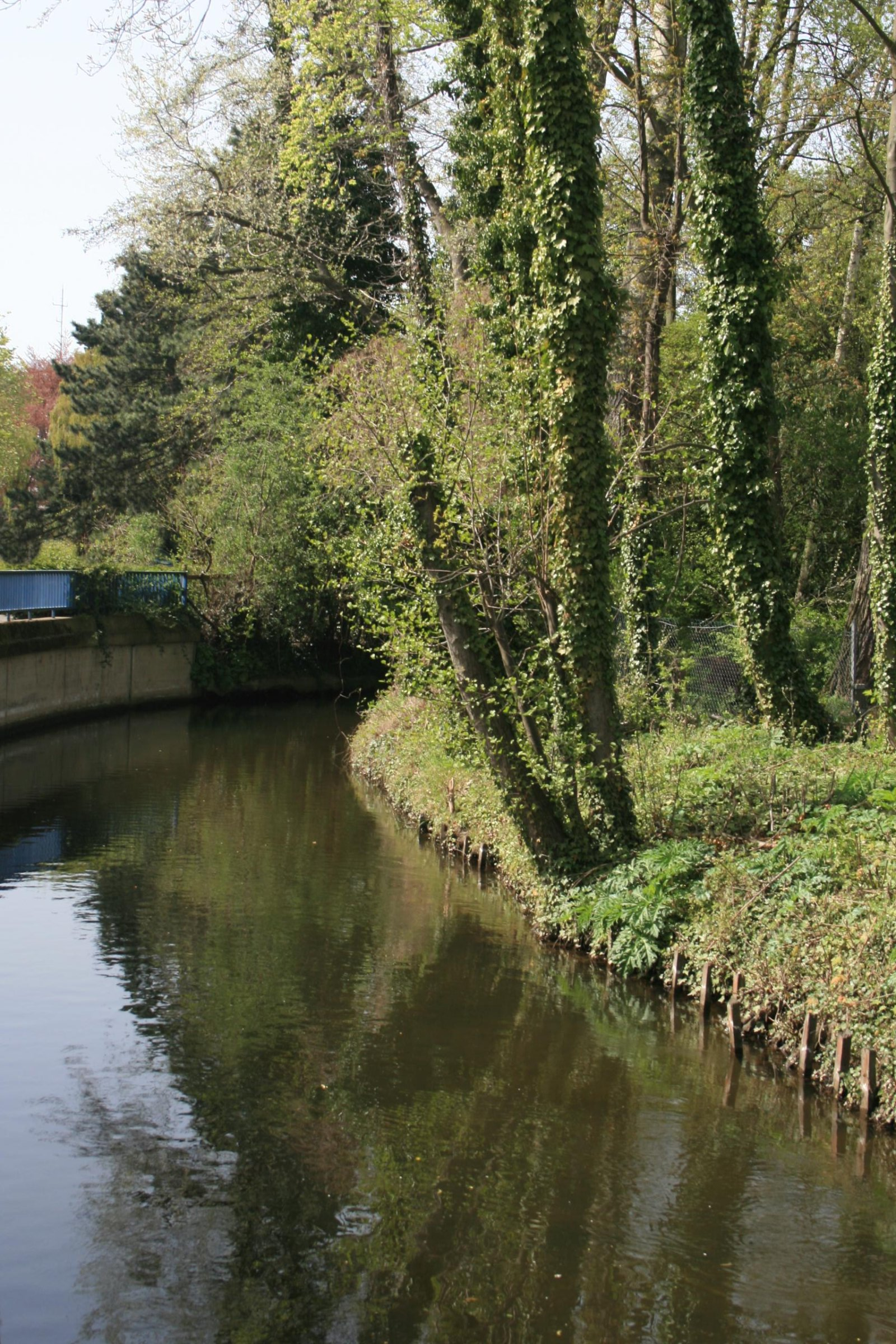

Der Mühlenteich als ehemalige Grabenanlage ist ein Rest der Stadtbefestigung von Düren in Nordrhein-Westfalen. 
Der Mühlenteich ist ein Teil des äußeren Grabenringes der Dürener Stadtbefestigung und liegt an der Stadtbefestigungsanlage Altenteich. Die Befestigung des Ufers besteht aus altem Holzstakengeflecht. Der Weg, parallel zum Teichverlauf, ist ursprünglich eine Promenade, die Anfang des 19. Jahrhunderts angelegt wurde.
Siehe auch: Mühlenteiche im Altkreis Düren
Das Bauwerk ist unter Nr. 1/035e in die Denkmalliste der Stadt Düren eingetragen.